# Belegiš
Belegiš (izvirno srbsko Белегиш) je naselje v Srbiji, ki upravno spada pod Občino Stara Pazova; slednja pa je del Sremskega upravnega okraja.

## Demografija
V naselju, katerega izvirno (srbsko-cirilično) ime je Белегиш, živi 2521 polnoletnih prebivalcev, pri čemer je njihova povprečna starost 40,4 let (39,2 pri moških in 41,7 pri ženskah). Naselje ima 1016 gospodinjstev, pri čemer je povprečno število članov na gospodinjstvo 3,07.
To naselje je, glede na rezultate popisa iz leta 2002, večinoma srbsko, a v času zadnjih 3 popisov je opazen porast števila prebivalcev.
|  |

| Demografija | Demografija     | Demografija     |
| Leto        | Št. prebivalcev | Št. prebivalcev |
| ----------- | --------------- | --------------- |
|             |                 |                 |
|             |                 |                 |
|             |                 |                 |
|             |                 |                 |
| 1948        | 2366            |                 |
| 1953        | 2505            |                 |
| 1961        | 2633            |                 |
| 1971        | 2440            |                 |
| 1981        | 2430            |                 |
| 1991        | 2605            | 2542            |
| 2002        | 3220            | 3116            |
|             |                 |                 |

| Etnična sestava po popisu iz leta 2002 | Etnična sestava po popisu iz leta 2002 | Etnična sestava po popisu iz leta 2002 | Etnična sestava po popisu iz leta 2002 | Etnična sestava po popisu iz leta 2002 |
| -------------------------------------- | -------------------------------------- | -------------------------------------- | -------------------------------------- | -------------------------------------- |
| Srbi                                   | Srbi                                   |                                        | 2.910                                  | 93,38%                                 |
| Romi                                   | Romi                                   |                                        | 100                                    | 3,20%                                  |
| Slovaki                                | Slovaki                                |                                        | 14                                     | 0,44%                                  |
| Hrvati                                 | Hrvati                                 |                                        | 10                                     | 0,32%                                  |
| Makedonci                              | Makedonci                              |                                        | 8                                      | 0,25%                                  |
| Črnogorci                              | Črnogorci                              |                                        | 7                                      | 0,22%                                  |
| Madžari                                | Madžari                                |                                        | 7                                      | 0,22%                                  |
| Jugoslovani                            | Jugoslovani                            |                                        | 3                                      | 0,09%                                  |
| Ukrajinci                              | Ukrajinci                              |                                        | 1                                      | 0,03%                                  |
| Nemci                                  | Nemci                                  |                                        | 1                                      | 0,03%                                  |
| Bolgari                                | Bolgari                                |                                        | 1                                      | 0,03%                                  |
| Neznano                                | Neznano                                |                                        | 54                                     | 1,73%                                  |